# Maria-Hilf-Kapelle (Tauberbischofsheim)

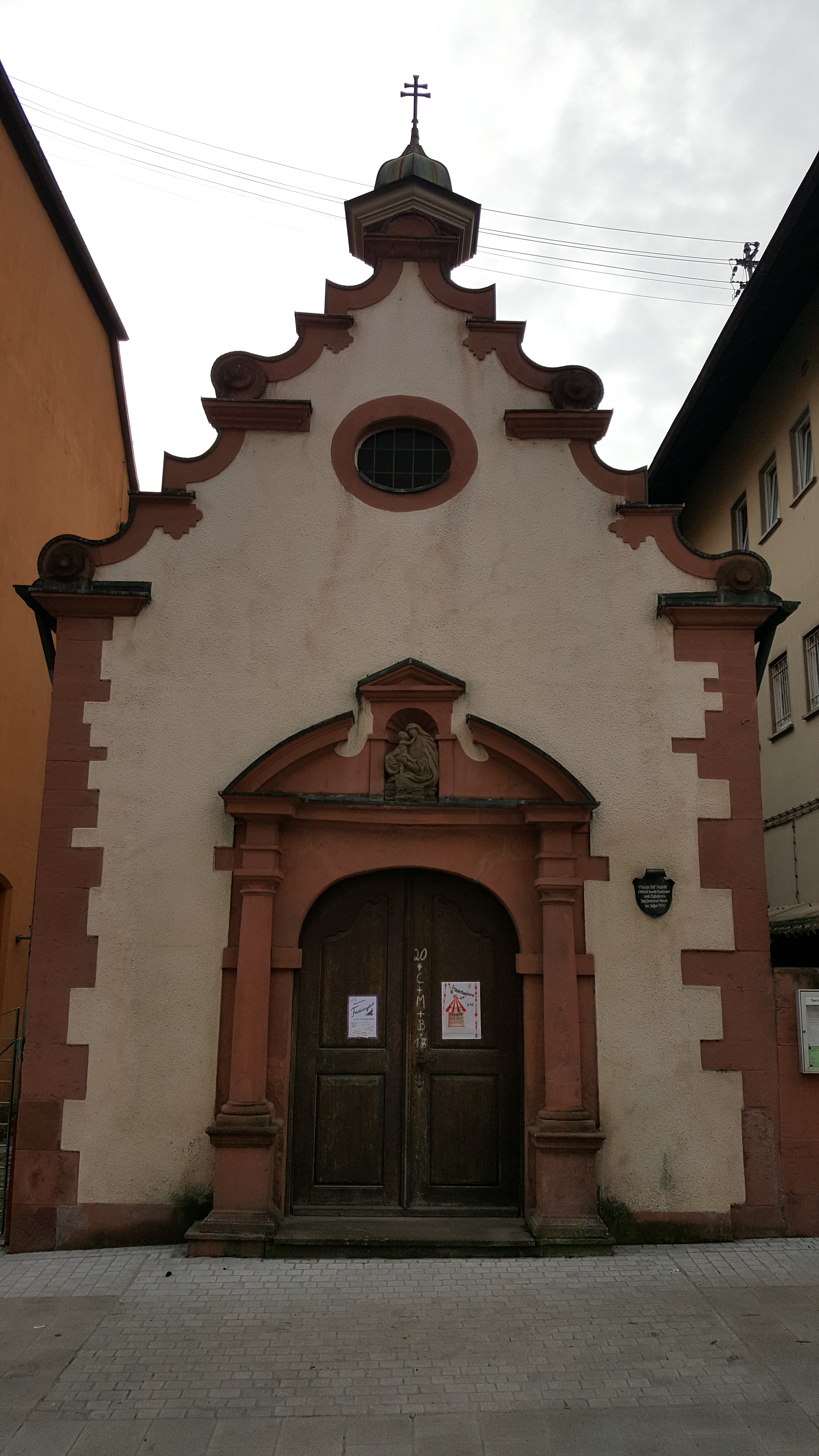
Die Maria-Hilf-Kapelle in Tauberbischofsheim (2017)

Die römisch-katholische Maria-Hilf-Kapelle in Tauberbischofsheim im Main-Tauber-Kreis wurde 1700 erbaut und der Heiligen Maria in ihrer Funktion als Helferin geweiht.

## Geschichte
Der Apotheker und Ratsherr Johann Henrich Ludwig Staub, der als großer Marienverehrer galt, stiftete im Jahr 1700 die kleine Maria-Hilf-Kapelle. Die Maria-Hilf-Kirche gehört heute zur Seelsorgeeinheit Tauberbischofsheim, die dem Dekanat Tauberbischofsheim des Erzbistums Freiburg zugeordnet ist.

## Lage
Die Maria-Hilf-Kapelle wurde zu Beginn des 18. Jahrhunderts zwischen dem oberen Stadttor der alten Stadtbefestigung und dem heutigen Sonnenplatz errichtet. Die Kapelle lag außerhalb des Tores und davor zog sich ein Graben rund um die Stadt. Vor der Kapelle befindet sich heute der obere Teil der Tauberbischofsheimer Fußgängerzone. Die Kapelle liegt direkt gegenüber der Sparkasse Tauberfranken.

## Kirchenbau und Ausstattung
Die Maria-Hilf-Kapelle wurde als Barockkirche errichtet. Die Vorderseite ist prägt durch einen geschweiften Giebel und das Säulen-Portal mit gesprengtem Giebel.

Innenansichten der Maria-Hilf-Kapelle
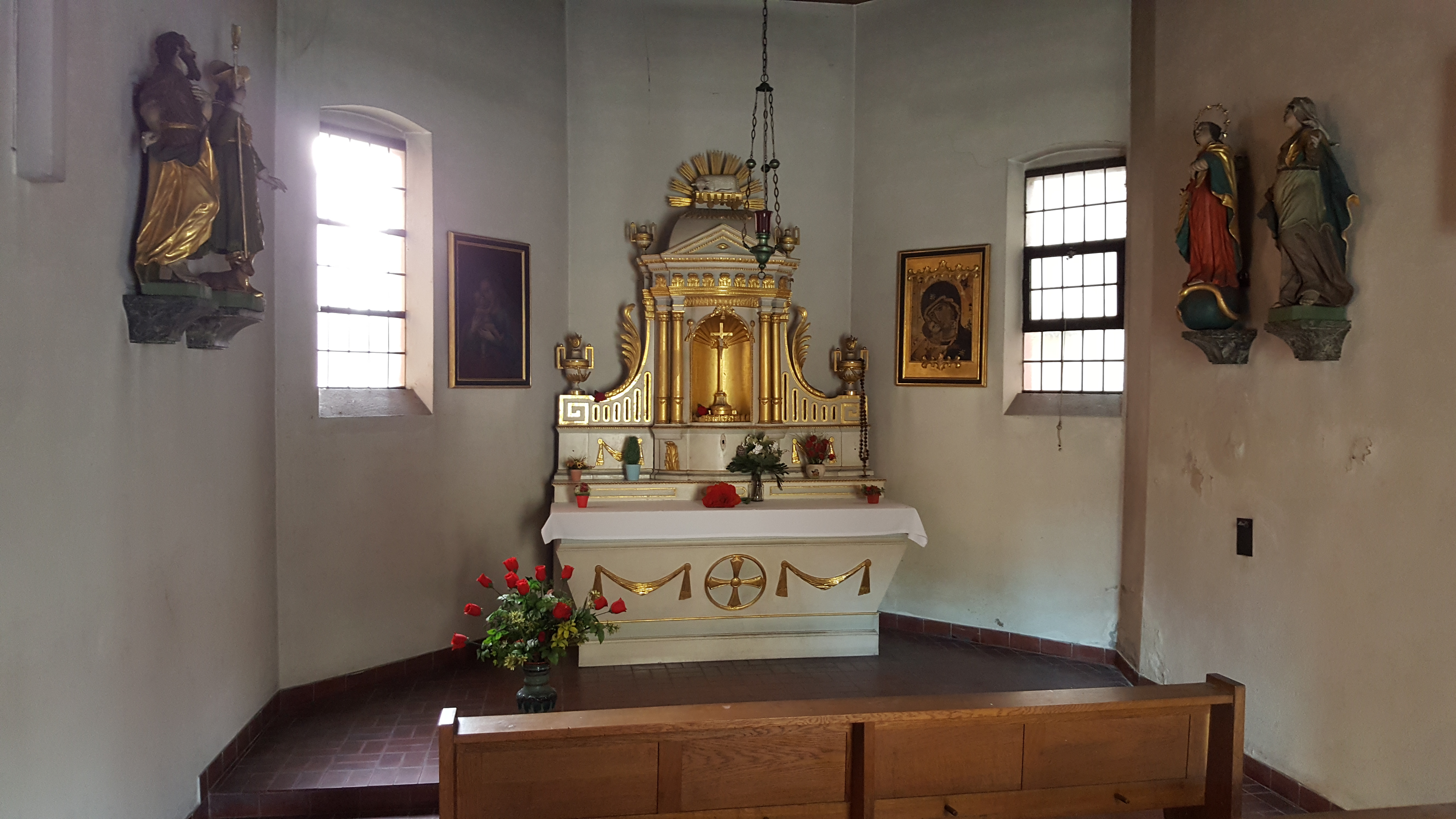
Blick auf den Altar
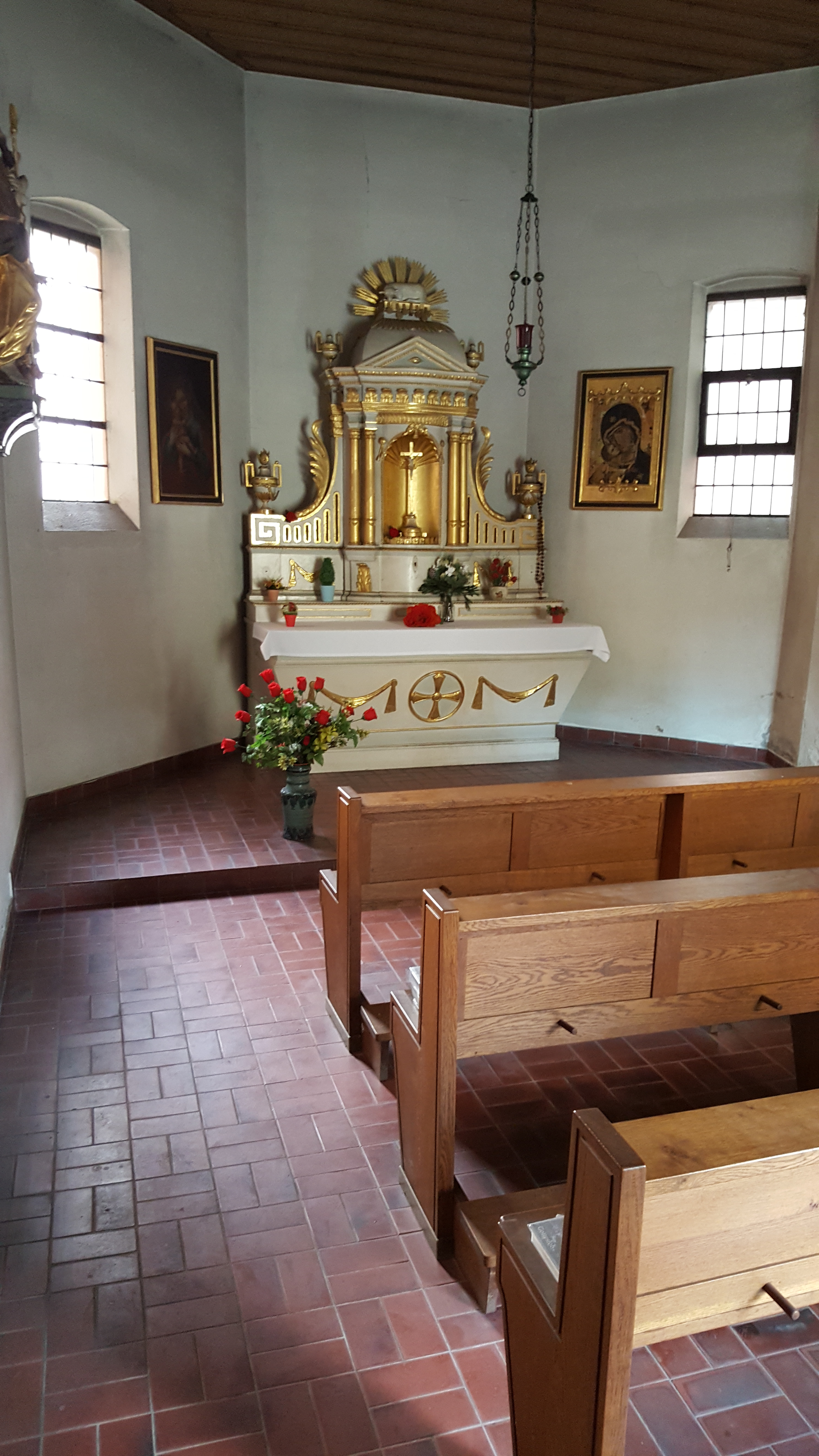
Blick über die drei Holzbankreihen